# Seznam opatů premonstrátského kláštera v Louce u Znojma
- 1201	Jiří
- 1201/1202–1210/1213	Gerard
- 1220–1234/1238	Florian
- 1238–1243/1245	Jan I.
- 1248–1255	Jindřich
- 1255–1258	Štěpán
- 1260–1262	Zachariáš I. (?)
- 1266–1283	Dětřich (I.)
- 1283	Vinand
- 1289–1294	Šimon, původně opat v Zábrdovicích
- 1302–1306	Dětřich (II.)
- 1313–1326	Jan II.
- 1326–1344	Jan III., zvaný Lupus (Vlk)
- 1344–1354	Jindřich Calta
- 1354/1357–1374	Ota
- 1377/1379–1389/1391	Zachariáš II.
- 1391–1402	Zdeněk
- 1403–1412/1415	Jan IV. Puczdota
- 1423–?	Zachariáš III.
- ?–1432	Přibyslav I.
- 1433–1440	Jan V.
- 1443–1466	Přibyslav II.
- 1466–1474	Jan VI. Bavor, pozdější biskup litomyšlský
- 1474–1520	Pavel
- 1520–1536	Jan VII.
- 1536–1545	Ondřej Weiss, předtím opat na Strahově
- 1564–1568	Metoděj Hrůza
- 1568–1573	Jiří Vohranický
- 1573–1585	Šebestián Freytag z Čepiroh
- 1585–1599	Šebestián Fuchs
- 1599–1607	Šebestián Chotěborský, předtím probošt v Nové Říši
- 1607–1614	Zikmund Kohelius, předtím probošt v Doksanech (†16. ledna 1615)
- 1615–1619	Kašpar Ludvík Stodský
- 1619–1625	Jeroným Schall von Schallenheim
- 1625–1629	Lukáš Vacka
- 1629–1632	Jošt Kastorff
- 1633–1653	Benedikt Lachen
- 1653–1654	Hroznata Fuchs
- 1655–1659/1660	Matthäus Paul, od r. 1656 zároveň opat kláštera sv. Vincencia ve Vratislavi
- 1659/1660–1679	Norbert Pleyer (†27. června 1689 Nová Říše)
- 1679–1697	Řehoř Klein
- 1698–1712	Karel Kratochvíle, před tím převor v Nové Říši
- 1712–1729	Vincenc Wallner, návrh na jeho Castrum doloris se dochoval v grafické sbírce Moravské galerie v Brně.
- 1729–1745	Antonín Nolbeck
- 1745–1764	Hermenegild Mayer
- 1764–1781	Řehoř Lambeck
- 1781–1784	Daniel Todl